# نویفلد
نویفلد (به آلمانی: Neufeld) یک شهر در آلمان است که در دیمارشن واقع شده‌است. نویفلد ۶۶۹ نفر جمعیت دارد.